# 吉澤直美
吉澤 直美（よしざわ なおみ）は、フリーアナウンサー、フリーライター。
元テレビ信州アナウンサー。その後、テレビ埼玉、日本テレビ「あさ天」、FM東京DJを経て、2000年に沖縄へ移住し、ラジオ・テレビ・雑誌でフリー活動中。
沖縄県南大東島（村）観光大使、コザ独立国女性地位向上大臣、指笛王国おきなわ 広報大臣、王府おもろ謡きゅる保存会所属、全国ふるさと大使協議会会員。また、キャスティング・ボイスとマネジメント契約を結んでいる。

## 出演歴
過去のレギュラー
- TSB「信州TODAY」
- 日本テレビ「ズームイン!!朝!」「あさ天」他
- テレビ埼玉「常盤6丁目情報局」

現在のレギュラー
- 日本トランスオーシャン航空の機内チャンネル番組「コーラルウエイ・美ら島物語」DJ/専属ナレーター

ゲスト
- 沖縄チャンプルーな旅（旅チャンネル）

## フリーランスライター履歴
- 雑誌「大好き沖縄」ライター&編集者
- 「ryuQ」沖縄WEBマガジン・契約記者
- 「週刊ほ～むぷらざ」元気応援団契約記者
- 「うない」（発行・琉球新報）フォトエッセー連載中
- 琉球新報「南風」コラム執筆